# Matvey Korobov
Pour les articles homonymes, voir Korobov.
Matvey Georgiyevitch Korobov (en russe : Матвей Георгиевич Коробов ; en français : Matveï Gueorguievitch Korobov) est un boxeur russe né le 7 janvier 1983 à Orotoukan, une petite ville de l'oblast de Magadan, en Sibérie.

## Carrière
Sa carrière amateur est principale marquée par deux titres de champion du monde à Mianyang en 2005 et Chicago en 2007 dans la catégorie poids moyens et par un titre européen à Plovdiv en 2006.
Passé dans les rangs professionnels en 2008, il remporte ses 24 premiers combats mais connait sa première défaite le 13 décembre 2014 lors du championnat du monde WBO des poids moyens l'opposant au britannique Andy Lee. Il est également battu par Jermall Charlo le 22 décembre 2018

## Palmarès

### Jeux olympiques
- Battu au premier tour des Jeux de 2008 à Pékin, Chine

### Championnats du monde
- Médaille d'or en -75 kg en 2005 à Mianyang, Chine
- Médaille d'or en -75 kg en 2007 à Chicago, États-Unis

### Championnats d'Europe
- Médaille d'or en -75 kg en 2006 à Plovdiv,  Bulgarie